# La Fameuse Invasion des ours en Sicile
Pour plus de détails, voir Fiche technique et Distribution.
La Fameuse Invasion des ours en Sicile (italien : La famosa invasione degli orsi in Sicilia) est un film d'animation franco-italien réalisé par Lorenzo Mattotti, sur un scénario co-écrit avec Jean-Luc Fromental et Thomas Bidegain, d'après le conte La Fameuse Invasion de la Sicile par les ours de Dino Buzzati. Il est sorti en 2019. C'est un dessin animé au rendu en deux dimensions qui reprend de près l'intrigue du conte : pour retrouver l'ourson Tonio, fils du roi Léonce, qui a été enlevé par des chasseurs, les ours décident de quitter leurs montagnes pour envahir la Sicile en affrontant le tyrannique Grand-Duc, mais alternent découvertes merveilleuses et désillusions à mesure qu'ils s'accoutument aux manières des humains. Le long métrage fait partie de la sélection officielle du Festival de Cannes 2019 dans la section Un certain regard.

## Synopsis
Gedeone, un conteur, et Almerina, sa jeune assistante, en chemin vers Caltabellotta, échappent à une avalanche en se réfugiant dans une grotte dans laquelle habite un très vieil ours qu'ils réveillent accidentellement de l'hibernation. Pour éviter d'être mangés, les deux humains le divertissent en lui racontant une histoire : la fameuse invasion des ours en Sicile.
Tonio, le fils de Léonce, roi des ours, est enlevé par des humains ; son père décide de mener une expédition à travers la Sicile afin de le retrouver. Le vilain grand-duc de Sicile, qui append que l'armée d'ours est en route vers son royaume, décide d'arrêter l'invasion avec l'aide de De Ambrosis, le magicien de la cour, possédant une baguette magique capable de lancer deux sorts seulement. Les ours sont attaqués par l'armée du grand-duc, et le vieil ours sage Théophile est tué : les ours ripostent en attaquant les soldats de la cour avec des boules de neige géantes.
De Ambrosis décide de se lier à Léonce. Le grand-duc envoie les sangliers du sire de Molfetta contre les ours : le magicien sauve les ours de l'attaque au prix de l'un de ses sorts. Quand il le découvre, le grand-duc menace de tuer De Ambrosis qui, pour obéir aux ordres du grand-duc, emmène les ours dans un château hanté par des fantômes afin de les terroriser ; cependant, Léonce voit le fantôme de Théophile et les ours deviennent amis avec les fantômes. Finalement, les ours sont emmenés dans la maison d'un ogre qui les dévore en prenant la forme d'un chat géant : cependant, l'un des ours parvient à faire exploser une bombe dans le ventre du monstre, ce qui le tue.
Pensant avoir enfin éliminé les ours, le grand-duc organise un spectacle dans le théâtre du royaume, où Tonio se représente dans un numéro d'équilibriste avec une danseuse qui ressemble à Almerina ; les ours débarquent en plein milieu du spectacle et Léonce et Tonio se retrouvent ; le grand-duc, cependant, tire une balle vers Tonio, ce qui le tue. L'ours Salpêtre tue le grand-duc. De Ambrosis utilise son deuxième et dernier vœu pour sauver la vie de Tonio. Léonce devient roi de Sicile et crée un royaume dans lequel les humains et les ours coexistent en paix. L'histoire de Gedeone s'arrête ainsi ; cependant, le vieil ours révèle aux deux conteurs que l'histoire a une suite et la leur raconte.
Après plusieurs années sur le trône, Léonce réalise que les ours ont pris les habitudes et les vices des humains ; Tonio, en particulier, qui est devenu ami avec Almerina et De Ambrosis, a complètement perdu ses instincts animaux. Avec l'aide de Tonio, De Ambrosis parvient à recharger sa baguette magique, qui lui est immédiatement volée. Léonce pense que le responsable ne peut être un ours, car les ours sont dévoués à l'honnêteté : il menace alors les humains de les punir si la baguette n'est pas ramenée, ce qui énerve Tonio, De Ambrosis et Almerina, convaincus que même un ours peut être tenté par les pouvoirs magiques de la baguette.
En réalité, le coupable s'avère être Salpêtre, qui souhaite renverser le pouvoir et devenir roi. Il accuse d'abord De Ambrosis d'avoir volé la fortune royale, et Léonce fait emprisonner ce dernier ; puis, quand Almerina et Tonio commencent à enquêter, Salpêtre les envoie dans une salle de jeux d'argent, puis va prévenir Léonce. Ce dernier trouve son fils ivre et en train de jouer de l'argent et l'emprisonne, déçu par son comportement contraire au code moral des ours. De Ambrosis et Tonio comprennent les intentions de Salpêtre et, avec l'aide d'Almerina, invoquent le Serpenton de 'Mari, un monstre marin qui détruit la prison et attaque le royaume.
Léonce est heureux de prouver une fois encore sa bravoure en combattant le monstre, et prévoit une expédition pour le neutraliser, tandis que Salpêtre, resté au royaume, veut utiliser la magie pour tuer le roi. Tonio et Almerina embarquent pour aider Léonce, tandis que De Ambrosis parvient à battre Salpêtre et à récupérer la baguette magique. Il aide ainsi Tonio à combattre le monstre, mais Léonce est mortellement blessé. Sur son lit de mort, le roi est heureux car il a vu son fils montrer la loyauté et la force d'un vrai ours ; il comprend cependant également que les ours ne peuvent pas vivre loin des montagnes et des forêts et souhaite que son peuple retourne dans leur habitat naturel. Tonio, Almerina et De Ambrosis se disent alors au revoir et les ours retrouvent à la vie sauvage.
Gedeone n'est pas satisfait de la fin de l'histoire ; le vieil ours explique qu'il y a en réalité une autre fin à cette histoire, qu'il ne révèle cependant qu'à Almerina. Les deux conteurs quittent la grotte et continuent leur voyage, laissant le vieil ours hiberner ; Gedeone suppose que le vieil ours est Tonio, mais Almerina ne révèle pas le secret et elle demeure ainsi la seule personne qui sait comment finit réellement la fameuse invasion des ours en Sicile.

## Fiche technique

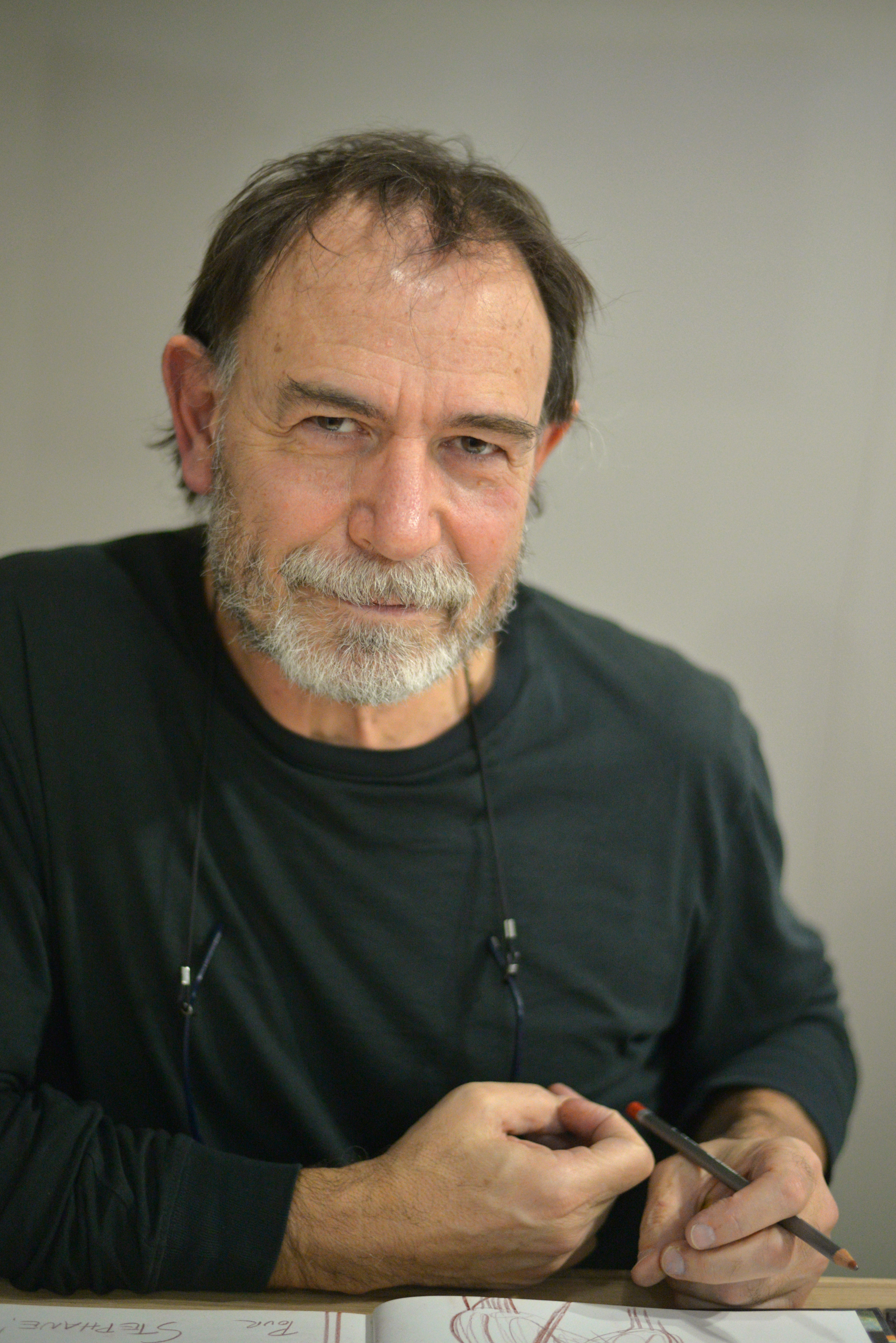
Lorenzo Mattotti, réalisateur, co-scénariste et directeur de l’animation du film, en 2015.

- Titre original : La Fameuse Invasion des ours en Sicile
- Titre italien : La famosa invasione degli orsi in Sicilia
- Réalisation : Lorenzo Mattotti
- Scénario : Lorenzo Mattotti, Jean-Luc Fromental et Thomas Bidegain, d'après un conte de Dino Buzzati
- Direction de l'animation : Lorenzo Mattotti
- Montage : Sophie Reine et Nassim Gordji Tehrani
- Musique : René Aubry
- Production : Valérie Schermann et Christophe Jankovic (Prima Linea Productions, essentiellement réalisé à Paris et Angoulême)
- Sociétés de production : France 3 Cinéma, Pathé, Canal+, Ciné+, le CNC, Media, les régions Île-de-France et Nouvelle-Aquitaine, la Fondation Gan pour le cinéma, la Procirep, l’Angoa
- Distribution : Pathé
- Ventes internationales : Pathé International
- Pays d'origine :  France et  Italie
- Langue originale : français
- Budget : environ 12 millions d'euros
- Format : couleur
- Genre : aventure, conte
- Durée : 82 minutes
- Dates de sortie
  - France : 19 mai 2019 (Festival de Cannes) ; 9 octobre 2019 (sortie nationale)
  - Italie : 7 novembre 2019 (sortie nationale)

## Distribution

### Voix originales françaises
- Leïla Bekhti : Almerina
- Thomas Bidegain : Gedeone
- Jean-Claude Carrière : le vieil ours
- Boris Rehlinger : le magicien De Ambrosis  et l'ours Babbon
- Thierry Hancisse : Léonce, roi des ours
- Jacky Nercessian : l'ours Salpêtre
- Arthur Dupont : Tonio, prince ours
- Pascal Demolon : le grand duc
- Beppe Chierici : Théophile
- Lorenzo Mattotti : Troll, l'aubergiste

### Voix italiennes
- Linda Caridi : Almerina
- Antonio Albanese : Gedeone
- Andrea Camilleri : le vieil ours Théophile
- Roberto Ciufoli : l'ours Babbon
- Toni Servillo : Léonce, roi des ours
- Corrado Guzzanti : l'ours Salpêtre
- Alberto Boubakar Malanchino : Tonio, prince ours
- Corrado Invernizzi : le grand duc
- Maurizio Lombardi: De Ambrosis

## Conception du film

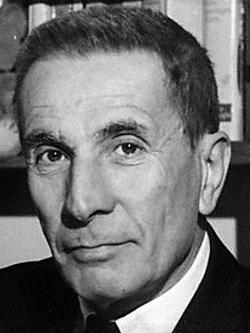
Dino Buzzati, écrivain italien, auteur et illustrateur de La Fameuse invasion de la Sicile par les ours, photographié dans les années 1950.

### Idée de départ
L'idée du projet remonte à 2008, lorsque la productrice Valérie Schermann contacte le réalisateur Lorenzo Mattotti afin de travailler avec lui : ce dernier s'ouvre à elle de son désir d'adapter le conte de Dino Buzzati La Fameuse invasion de la Sicile par les ours et elle se met en devoir d'obtenir les droits d'adaptation audiovisuelle du livre, ce qui prend plusieurs années. Les droits sont accordés par la veuve de Dino Buzzati, Almerina Buzzati.

### Budget
Le film est co-produit par les studios français Prima Linea Productions et les studios italiens Indigo Film, Rai Cinema et MIBACT. Il constitue son budget grâce au soutien financier de plusieurs institutions et partenaires, dont France 3 Cinéma, Canal+, Pathé, le CNC, les régions Île-de-France et Nouvelle-Aquitaine ainsi que le département de la Charente, la fondation GAN pour le cinéma, MEDIA Europa Creativa, la Procirep et l’Angoa. Le budget final du film s'élève à environ 11 millions d'euros.

### Scénario
Les scénaristes Thomas Bidegain et Jean-Luc Fromental conçoivent un scénario adapté du livre. L'intrigue de ce dernier est parfois répétitive, car Buzzati a conçu le conte à partir de ce qu'il racontait à ses enfants. Pour contourner le problème, le scénario du film ajoute un récit-cadre à l'histoire : le troubadour Gedeone et sa fille Almerina (prénom qui rend hommage à l'épouse de Buzzati) rencontrent un ours dans une grotte et lui racontent la légende, de sorte que les trois personnages ménagent des commentaires, des réactions ou des corrections à l'histoire. Le scénario modernise légèrement le conte en y introduisant le personnage d'Almerina, qui joue un petit rôle dans l'intrigue du conte aux côtés du prince Tonio. 

### Univers graphique
La Fameuse invasion de la Sicile par les ours bénéficiait d'illustrations conçues par Dino Buzzati lui-même. Pour le film, Lorenzo Mattotti conserve la simplicité et la naïveté de ces illustrations, tout en conservant une grande liberté de détail et en usant abondamment de la couleur. Les dessins de Buzzati servent de guide et Mattotti tient à préserver les nombreuses idées graphiques qui y sont incluses en se donnant les moyens de les porter à l'écran, comme l'emploi de boules de neiges géantes dans une bataille, le chat Marmouset ou encore les fantômes. 
Dans les premières étapes du projet, le film est envisagé comme un dessin animé en deux dimensions,  et ensuite comme un film en images de synthèse ; mais Mattotti se rend compte que cela implique des structures graphiques « trop formatées » et décide d'en revenir à un dessin animé à rendu plat. Le style d'animation finalement employé adopte un rendu de dessin animé en deux dimensions, même lorsque les animateurs recourent à des images de synthèse. En effet, Mattotti a observé que les images de synthèse trop voyantes vieillissent très vite et préfère donner un aspect intemporel au film.
Le film recourt à des couleurs très vives afin de conférer de la chaleur et de l'énergie à l'univers visuel du film. C'est un parti pris esthétique de Mattotti, qui s'écarte délibérément des schémas de couleurs employés notamment par les films d'animation américains, dont il estime qu'ils emploient des couleurs « terribles » et « acides », qui donnent « une idée de la vie contemporaine pleine de froideur, de cynisme, de désillusion, de peur d’être doux, gentil, poétique ».
Les décors du film s'inspirent de paysages méditerranéens, mais sans chercher à correspondre à une réalité précise, afin que le résultat relève d'un univers de conte intemporel plutôt que de la géographie réelle.

## Sortie

### Diffusion du projet et sortie en festival
Les premières images de l’adaptation sont présentées en juin 2018 lors du Festival international du film d'animation d'Annecy et font fait forte impression. Le long métrage fait partie de la sélection officielle du Festival de Cannes 2019 dans la section Un certain regard.

### Accueil critique
En France, le site Allociné recense une moyenne des critiques presse de 4/5.
Pour Stéphane Dreyfus de La Croix, « cette brillante adaptation d'un roman de Dino Buzzati est un conte moral sur les vices et vertus du pouvoir. [...] Restant fidèle au style graphique du dessinateur italien, tout en courbes et en couleurs vives, le film revêt une esthétique qui lui est propre. Les sublimes décors d'inspiration picturale évoquent les perspectives vertigineuses de Masaccio ou De Chirico, tandis que les formes géométriques des personnages rendent hommage aux dessins de Buzzati lui-même pour son livre. ».
Pour Guillemette Odicino de Télérama, « Adapter le roman pour enfants publié en 1945 par Dino Buzzati semblait impossible. [...] Fable écologique qui confronte la candeur animale à la corruption politique, ce film à tiroirs puise ses charmes à de multiples sources, des légendes méditerranéennes à la Renaissance italienne, en passant par la commedia dell’arte et Paul Grimault. [...] Avec sa profusion de lignes et de couleurs, ce chef-d’œuvre animé impose sa vérité : quand deux logiques s’affrontent, c’est la nature, et non l’homme, qui a le dernier mot. »
Pour Marius Chapuis de Libération : « Tour de force visuel qui peine à donner autant de souffle à son récit, la Fameuse Invasion des ours en Sicile parvient toutefois à restituer la puissance expressive des couleurs de Mattotti, son travail au crayon gras et au pastel s’accommodant à merveille avec l'outil numérique. ».
Pour Aurélia Vertaldi du Figaro, le film est « un joyau graphique aux couleurs flamboyantes, empreint de poésie ».

### Box-office
En France, le film sort le 9 octobre 2019. Exploité dans 336 salles en première semaine, il réalise environ 57 400 entrées. En deuxième semaine, exploité sur 448 salles, il attire environ 62 350 spectateurs et dépasse les 100 000 entrées. En troisième semaine, étendu sur 519 salles, il fait environ 56 120 entrées, portant son total à un peu plus de 175 800.

## Distinctions

### Récompenses
Le film obtient le prix du Meilleur réalisateur lors de la 14e Fête du cinéma de Rome en octobre 2019.
La Fameuse invasion des ours en Sicile fait partie des finalistes pour le Prix de la sélection Un certain regard au Festival de Cannes en 2019. Il fait aussi partie des finalistes pour la Cigogne d'or du meilleur film d'animation lors du Festival européen du film fantastique de Strasbourg en 2019.

### Nomination
- César 2020 : Meilleur long métrage d'animation